# Punta Horsburgh
La punta Horsburgh es una punta ubicada en la costa suroeste de la isla Jorge, en las islas Sandwich del Sur. Se encuentra a unos seis kilómetros al noroeste de la punta Scarlett. La Dirección de Sistemas de Información Geográfica de la provincia de Tierra del Fuego cita la punta en las coordenadas 58°25′07″S 26°32′26″O / -58.41861, -26.54056.
En el islote que está al sur de esta punta se ubica uno de los puntos que determinan las líneas de base de la República Argentina, a partir de las cuales se miden los espacios marítimos que rodean al archipiélago.

## Historia
Fue cartografiada en 1930 por el personal británico de Investigaciones Discovery a bordo del RRS Discovery II y nombrada por H. Horsburgh, oficial técnico del Comité Discovery y miembro del Colonial Office. El topónimo luego fue traducido al castellano.
La isla nunca fue habitada ni ocupada, y como el resto de las Sandwich del Sur se encuentra bajo control del Reino Unido que la hace parte del territorio británico de ultramar de las Islas Georgias del Sur y Sandwich del Sur, y es reclamada por la República Argentina, que la hace parte del departamento Islas del Atlántico Sur dentro de la provincia de Tierra del Fuego, Antártida e Islas del Atlántico Sur.